# برج مانع
برج مانع که به نام برج المنا نیز شناخته می‌شود، آسمان خراش با کاربری مختلط در خلیج غربی، دوحه، قطر است که در ۲۴۷ متر (۸۱۰ فوت) قرار دارد. این ساختمان بین سال‌های ۲۰۱۴ تا ۲۰۲۳ ساخته شده و چهارمین ساختمان بلند کنونی قطر است.